# Leonardo Netto
Leonardo Netto dos Reys (Niterói, 18 de maio de 1968 é ator, diretor e dramaturgo brasileiro. Tem extensa carreira no teatro, onde recebeu diversos prêmios, além de trabalhar também em cinema e televisão.

## Carreira
Leonardo Netto formou-se como ator na CAL – Casa das Artes de Laranjeiras em 1989 e estudou Teoria do Teatro na UNIRIO. Estreou na peça Se Correr o Bicho Pega, Se Ficar o Bicho Come, de Oduvaldo Vianna Filho e Ferreira Gullar, dirigido por Amir Haddad. Em 1990, passou a integrar o Centro de Demolição e Construção do Espetáculo, companhia dirigida por Aderbal Freire-Filho e sediada no Teatro Gláucio Gill, no Rio de Janeiro, participando de várias montagens.
Em 1993, com a transferência da companhia para o Teatro Carlos Gomes, se desliga do grupo e passa a atuar de maneira autônoma. A partir daí, trabalhou como ator convidado de grupos como a Companhia Teatral do Movimento, dirigida por Ana Kfouri e a Companhia dos Atores, dirigida por Enrique Diaz, e em espetáculos dirigidos por Gilberto Gawronski, Jefferson Miranda, Luiz Arthur Nunes, Ticiana Studart, João Falcão, Ivone Hoffmann, Marcus Vinícius Faustini, Pedro Brício, Celso Nunes, Bel Garcia, Christiane Jatahy e Ivan Sugahara. Seus trabalhos mais recentes são Conselho de Classe (com a Cia. dos Atores), A Santa Joana dos Matadouros (direção de Marina Vianna e Diogo Liberano), Entonces Bailemos (direção do argentino Martín Flores Cárdenas), Insetos (direção de Rodrigo Portella) e 3 Maneiras de Tocar no Assunto, de sua autoria e dirigida por Fabiano de Freitas.
Em 2002, dirige seu primeiro espetáculo, A Guerra Conjugal, uma transposição para a cena de contos do escritor curitibano Dalton Trevisan. Em parceria com Bianca Byington, dirigiu em 2011 os espetáculos Cozinha e Dependências e Um Dia Como os Outros, ambos de Agnès Jaouil e Jean-Pierre Bacri. Em 2012, dirige O Bom Canário de Zach Helm, com Joelson Medeiros e Flávia Zillo. Suas direções mais recentes são Um Dia A Menos, solo da atriz Ana Beatriz Nogueira a partir do conto homônimo de Clarice Lispector e Relâmpago Cifrado, de Gustavo Pinheiro, com Ana Beatriz Nogueira e Alinne Moraes.
Escreve, em 2014, seu primeiro texto, Para os Que Estão em Casa, que é montado no ano seguinte e pelo qual foi indicado ao Prêmio Cesgranrio de Melhor Texto Nacional Inédito. Em 2016, escreve A Ordem Natural das Coisas, montado em 2018 e é indicado, como autor, aos prêmios Shell, APTR, Botequim Cultural e Cesgranrio, tendo ganhado este último. Em 2018, escreve 3 Maneiras de Tocar no Assunto (encenado em 2019), monólogo em que atuou e foi dirigido por Fabiano de Freitas. O espetáculo recebeu 17 indicações a prêmios em várias categorias, tendo recebido os prêmios Cesgranrio de Melhor Texto, Melhor Ator e Especial (pela direção de movimento de Márcia Rubin), o APTR de Melhor Autor, o Botequim Cultural de Melhor Texto e o Prêmio Cenym de Melhor Monólogo.
Em cinema, seus trabalhos mais recentes são em Em Nome da Lei de Sérgio Rezende, Três Verões de Sandra Kogut e O Buscador de Bernardo Barreto.
Em televisão, atuou em novelas e seriados da TV aberta, como Paraíso Tropical de Gilberto Braga, Bang Bang de Mário Prata e A Vida Alheia de Miguel Falabella.
Trabalhou em séries de canal a cabo e de streaming, como Questão de Família e As Canalhas (ambas no GNT), A Garota da Moto e Me Chama de Bruna (ambas da FOX), Magnífica 70 (HBO) e Assédio (Globoplay), que também foi exibida na TV aberta.

## Teatro

### Como Ator
- 1989 – Se Correr o Bicho Pega, Se Ficar o Bicho Come
- 1989 – O Moço Que Casou com Mulher Braba
- 1990 – Jogos na Hora da Sesta
- 1991 – Fiorina
- 1991 – Lampião – Rei Diabo do Brasil
- 1991 – O Tiro Que Mudou a História
- 1991 – 25 Homens
- 1992 – O Tiradentes – Inconfidência no Rio
- 1992 – Pavor
- 1993 – Turandot ou O Congresso dos Intelectuais
- 1993 – Piquenique no Front
- 1994 – Minh’Alma é Imortal
- 1994 – Dizem de Mim o Diabo
- 1994 – Aldeia
- 1995 – Como Diria Montaigne
- 1995 – Casa de Prostituição de Anaïs Nin
- 1995 – Scrooge
- 1995 – Dança do Homem com a Mala
- 1996 – A Ver Estrelas
- 1996 – Novas Histórias do Paraíso
- 1997 – O Casaco Encantado
- 1997 – Como Se Fosse a Chuva
- 1997 – Coração na Boca
- 1998 – Fantasmas
- 1998 – Casa de Anaïs Nin (remontagem do espetáculo de 1995)
- 1999 – Capitu
- 2000 – Luzes da Boemia
- 2000 – O Crime do Professor de Matemática
- 2001 – Depois da Chuva
- 2003 – Arlequim – Servidor de Dois Patrões
- 2005 – A Maldição do Vale Negro
- 2006 – A Moratória
- 2008 – Fitz Jam
- 2008 – Melodrama
- 2008 – Apropriação
- 2009 – Estranho Casal
- 2009 – Corte Seco
- 2010 – Terra do Nunca
- 2011 – Cedo ou Tarde Tudo Morre
- 2011 – Na Selva das Cidades
- 2012 – Freud – A Última Sessão[3]
- 2013 – Conselho de Classe
- 2015 – A Santa Joana dos Matadouros
- 2016 – Noés
- 2017 – Entonces Bailemos
- 2018 – Insetos
- 2019 – 3 Maneiras de Tocar no Assunto[4][5]
- 2021 - Pá de Cal
- 2022 - A Última Ata

### Como Diretor
- 2002 – A Guerra Conjugal
- 2011 – Cozinha e Dependências
- 2011 – Um Dia Como os Outros
- 2012 – O Bom Canário
- 2015 – Para os Que Estão em Casa
- 2018 – A Ordem Natural das Coisas
- 2019 – A Vida Acontece no Pântano
- 2019 – Um Dia a Menos
- 2019 – Relâmpago Cifrado
- 2024 - A Menina Escorrendo dos Olhos da Mãe
- 2025 - Pequeno Circo de Mediocridades

## Cinema
- 1998 – O Enfermeiro (curta)
- 2000 – Popstar
- 2001 – Branco (curta)
- 2002 – Furos no Sofá (curta)
- 2011 – Apenas Uma Possibilidade (curta)
- 2011 – Verdade Verdadeira (curta)
- 2016 – Em Nome da Lei
- 2019 – O Buscador
- 2020 – Três Verões
- 2023 - Ruas da Glória

## Televisão
- 1996 – A Vida Como Ela É (episódio Gagá)
- 2005 – Bang Bang
- 2007 – Paraíso Tropical
- 2007 – Por Toda a Minha Vida (episódio Nara Leão)
- 2008 – Faça a Sua História (episódio O Último Casal Feliz)
- 2009 – Por Toda a Minha Vida (episódio Cartola)
- 2010 – Força Tarefa (episódio Perda Total)
- 2010 – A Vida Alheia (episódio A Vítima)
- 2013 – As Canalhas (episódio Ângela)
- 2014 – Questão de Família (episódio Sem Máscara)
- 2014 – O Caçador (episódio Pai Herói)
- 2015 – Chapa Quente (episódio Genésio Coloca Fogo no Salão)
- 2015/2016/2017 – Magnífica 70
- 2016 – A Garota da Moto
- 2016 – Nada Será Como Antes
- 2017 – Me Chama de Bruna (segunda temporada)
- 2018 – Assédio
- 2023 - Amar É Para os Fortes
- 2024 - Arcanjo Renegado (terceira temporada)

## Dramaturgia
- 2014 – Para os Que Estão em Casa (encenada em 2015)
- 2016 – A Ordem Natural das Coisas (encenada em 2018) – publicada em 2018 pela Editora Livros Ilimitados
- 2018 – 3 Maneiras de Tocar no Assunto (encenada em 2019) – publicada em 2020 pela Editora Livros Ilimitados
- 2020 – Pequeno Circo de Mediocridades (encenada em 2025)
- 2021 - Glauce (encenada em 2023)
- 2023 - Síndrome de Estocolmo (inédita)
- 2023 - O Motociclista no Globo da Morte (encenada em 2025)

## Prêmios e indicações

### Prêmios
- 2019 – Cesgranrio de Melhor Texto  (A Ordem Natural das Coisas)[2]
- 2020 – Cesgranrio de Melhor Texto Nacional Inédito (3 Maneiras de Tocar no Assunto)
- 2020 – Cesgranrio de Melhor Ator (3 Maneiras de Tocar no Assunto)[carece de fontes?]
- 2020 – Botequim Cultural de Melhor Autor (3 Maneiras de Tocar no Assunto)[6]
- 2020 – Prêmio APTR (da Associação de Produtores de Teatro do Rio de Janeiro) de Melhor Autor (3 Maneiras de Tocar no Assunto)[7]
- 2020 – Cenym de Melhor Monólogo (3 Maneiras de Tocar no Assunto)

### Indicações
- 2012 – Qualidade Brasil de Melhor Direção de Drama/Comédia (Cozinha e Dependências e Um Dia Como os Outros)
- 2016 – Cesgranrio de Melhor Texto Nacional Inédito (Para os Que Estão em Casa)[1]
- 2016 – Questão de Crítica de Melhor Ator (A Santa Joana dos Matadouros)[1]
- 2019 – Shell de Melhor Autor (A Ordem Natural das Coisas)[2]
- 2019 – Cesgranrio de Melhor Direção (A Ordem Natural das Coisas)
- 2019 – Cesgranrio de Melhor Espetáculo (A Ordem Natural das Coisas)
- 2019 – Prêmio APTR de Melhor Autor (A Ordem Natural das Coisas)[2]
- 2019 – Botequim Cultural de Melhor Texto de Drama/Comédia (A Ordem Natural das Coisas)
- 2020 – Cesgranrio de Melhor Espetáculo (3 Maneiras de Tocar no Assunto)[carece de fontes?]
- 2020 – Prêmio APTR de Melhor Ator (3 Maneiras de Tocar no Assunto)[carece de fontes?]
- 2020 – Prêmio APTR de Melhor Música (3 Maneiras de Tocar no Assunto)[carece de fontes?]
- 2020 – Botequim Cultural de Autor (3 Maneiras de Tocar no Assunto)[8]
- 2020 – Botequim Cultural de Melhor Ator (3 Maneiras de Tocar no Assunto)[8]
- 2020 – Cenym de Melhor Texto Original (3 Maneiras de Tocar no Assunto)